# 鳥羽村 (茨城県)
鳥羽村（とばむら）は茨城県真壁郡にかつて存在した村である。

## 地理
- 現在の筑西市の南東部、旧明野町の西部に位置する。
- 村域は台地と平地が入り組む谷戸が多い地形になっている。
- 村は小貝川の東岸に位置する。

## 歴史

### 村域の変遷
- 1889年（明治22年）4月1日 - 町村制施行により、海老江村・東保末村・築地村・鷺島村・成井村・高津村が合併し真壁郡鳥羽村が発足。
- 1954年（昭和29年）11月13日 - 鳥羽村は大村町・上野村・村田村とともに合併し明野町が発足。鳥羽村は消滅。

変遷表
| 1868年 以前 | 1868年 以前 | 明治22年 4月1日 | 昭和29年 11月3日 | 平成17年 3月28日 | 現在   |
| ----------- | ----------- | --------------- | ---------------- | ---------------- | ------ |
|             | 海老江村    | 鳥羽村          | 明野町           | 筑西市           | 筑西市 |
|             | 東保末村    | 鳥羽村          | 明野町           | 筑西市           | 筑西市 |
|             | 築地村      | 鳥羽村          | 明野町           | 筑西市           | 筑西市 |
|             | 鷺島村      | 鳥羽村          | 明野町           | 筑西市           | 筑西市 |
|             | 成井村      | 鳥羽村          | 明野町           | 筑西市           | 筑西市 |
|             | 高津村      | 鳥羽村          | 明野町           | 筑西市           | 筑西市 |

## 大字
- 海老江（えびえ）
- 東保末（ひがしほずえ）
- 築地（ついじ）
- 鷺島（さぎしま）
- 成井（なるい）
- 高津（たかつ）

## 人口・世帯

### 人口
総数 [単位： 人]
| 1891年（明治24年） | 1,871 |
| 1920年（大正 9年） | 1,958 |
| 1935年（昭和10年） | 2,179 |
| 1950年（昭和25年） | 2,665 |

### 世帯
総数 [単位： 世帯]
| 1920年（大正 9年） | 360 |
| 1935年（昭和10年） | 385 |
| 1950年（昭和25年） | 443 |